# 콘스탄티노스 8세
콘스탄티노스 8세(그리스어: Κωνσταντίνος Η΄, 960년 – 1028년 11월 15일)는 동로마 황제(재위기간:962년~ 1028년)였다. 전임 황제이자 형인 바실리오스 2세와 공동통치를 하다 형이 자식 없이 죽자 동로마 제국의 제위를 물려받았다.

## 생애

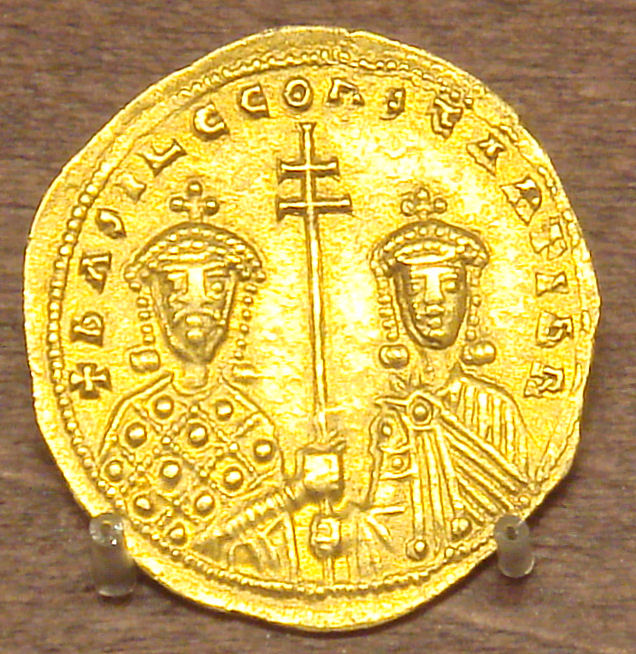
바실리우스 2세와 콘스탄티누스 8세

콘스탄티노스는 로마노스 2세 황제와 테오파노의 아들로 아버지가 죽었을 때 불과 5살이었다. 이후 니키포로스 2세 포카스, 요안니스 1세 치키미스키스 그리고 위대한 황제였던 형 바실리오스 2세에 가려져 그는 별로 두각을 나타내지 못했다. 콘스탄티노스는 잘 생기고 승마 솜씨가 좋았으며 사냥과 전차 경기를 즐겼다고 한다. 형의 뒤를 이어 황제가 되었을 때 그의 나이는 이미 65세의 고령이었다.
그는 검소하고 금욕적이고 유능했던 형과는 달리 탐욕스럽고 잔인하고 쾌락을 즐기며 또 무능했다. 그는 무절제하고 사리 판단에 어두웠고 소문에 잘 휘둘렸기 때문에 신하들은 그를 마음대로 할 수 있었다. 바실리오스 치세에 힘을 잃고 숨죽어 지내던 아나톨리아의 권문세족들이 다시 세력을 얻어 개혁적인 토지소유법이 폐지되고 소규모 자영농은 다시 부실해졌다. 그는 가혹한 형벌을 자주 내렸다고 하며 특히 두 눈을 뽑아 실명시키는 것을 즐겼다. 연일 파티와 연회로 나날을 보냈다.
콘스탄티노스는 방탕하고 무절제한 생활로 인해 1028년 11월 죽을 병에 걸리고 말았다. 형과 마찬가지로 남자 후계자가 없었기 때문에 상속권은 둘째 딸 조이에게 돌아가게 되었는데 조이는 로마누스 아르기누스라는 원로원 귀족과 결혼하였고 제위는 로마노스에게 돌아갔다.

## 가족
- 아내 - 황후 : 엘레니
- 자녀 - 아들은 없음, 딸 3명
  - 첫째 : 유도키아 - 제 1 황녀, 수녀원에 들어감
  - 둘째 : 조이 - 제 2 황녀, 신성 로마 제국 황제 오토 3세와 약혼했으나 무산, 로마누스 3세와 결혼, 그의 사후에 미카일 4세와 결혼
  - 셋째 : 테오도라 - 제 3 황녀, 평생 결혼 하지 않음, 조이에 의해 수녀원에 감금되었다가 나중에 조이와 공동 여제가 됨

| 전임 바실리오스 2세 (976 - 1025) | 동로마 제국의 황제 1025년 - 1028년 | 후임 로마노스 3세 (1028 - 1034) |

## 같이 보기
- 동로마 황제